# دشت اکبر
دشت اکبر، روستایی در دهستان نهرعنبر بخش موسیان شهرستان دهلران در استان ایلام ایران است.

## جمعیت
بر پایه سرشماری عمومی نفوس و مسکن در سال ۱۳۹۵، جمعیت این روستا برابر با ۱۵۳ نفر (۴۲ خانوار) بوده‌است.